# Роусон, Джессика
Джессика Мэри Роусон (англ. Jessica Rawson, 1943) — английский историк искусства и куратор музея, специализирующаяся на китайском искусстве. С 1994 по 2010 год она была руководителем Мертон-колледжа Оксфордского университета.

## Научная деятельность
С 1976 по 1994 год Роусон работала в Британском музее в качестве помощника куратора, затем куратора отдела восточных древностей. С 1994 по 2010 год была руководителем Мертон-колледжа в Оксфорде, а с 2006 по 2011 год занимала должность про-вице-канцлера Оксфордского университета.
В 2002 году стала дамой-командором ордена Британской империи за заслуги перед востоковедением. Роусон была награждена медалью Чарльза Ланга Фрира в знак признания её вклада в изучение китайского искусства и археологии. Презентация состоялась в Вашингтоне 28 октября 2017 года.

### Книги
- Chinese pots 7th-13th century AD (1977) London: British Museum Publications.
- Ancient China, art and archaeology (1980) London: British Museum Publications.
- The Chinese Bronzes of Yunnan (1983) London and Beijing: Sidgwick and Jackson.
- Chinese ornament: The lotus and the dragon (1984) London: British Museum Publications
- Chinese bronzes: Art and ritual (1987) London: Published for the Trustees of the British Museum in association with the Sainsbury Centre for Visual Arts, University of East Anglia.
- Chinese jade from the Neolithic to the Qing (1995) London: British Museum Press.
- Mysteries of Ancient China (1996) London: British Museum Press.
- China: The Three Emperors, 1662—1795 (2005) London: Royal Academy of Arts.
- The British Museum Book of Chinese Art (неопр.). — 2. — British Museum Press, 2007.
- Miniature Bronzes from Western Zhou tombs at Baoji in Shaanxi Province // Radiance between Bronzes and Jades—Archaeology, Art and Culture of the Shang and Zhou Dynasties (англ.). — Taipei: Institute of History and Philology, Academia Sinica, 2013. — P. 23—66..

### Статьи
- Ordering the exotic: ritual practices in the Late Western and Early Eastern Zhou (англ.) // Artibus Asiae[англ.] : journal. — 2013. — Vol. 73, no. 1. — P. 5—76.
- Shimao and Erlitou: new perspectives on the origins of the bronze industry in central China (англ.) // Antiquity[англ.] : journal. — 2017. — Vol. 91, no. 355. — doi:10.15184/aqy.2016.234.